# Geofagia

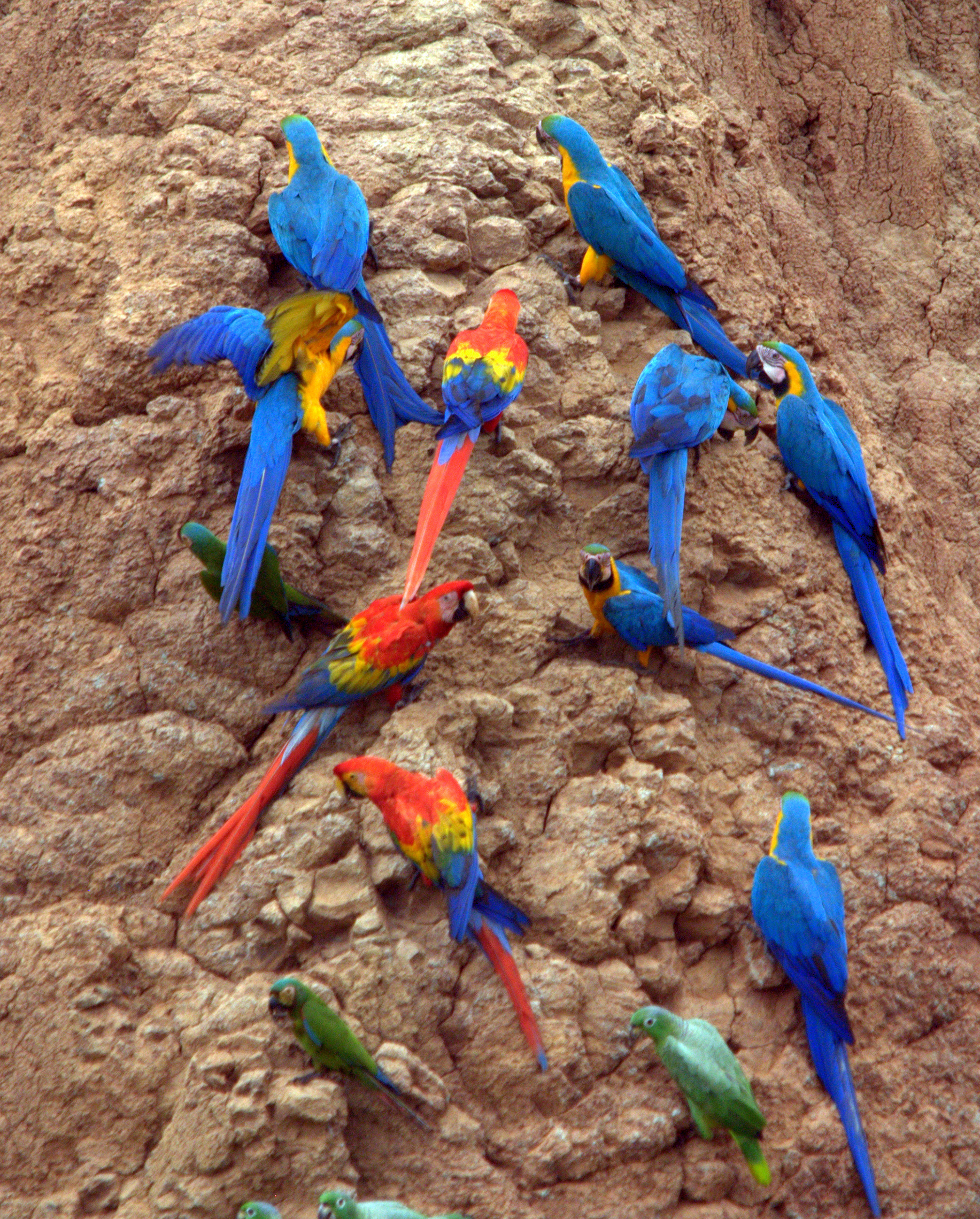
La geofagia está ampliamente documentada entre las aves. En la imagen se pueden ver guacamayos azules y amarillos (Ara ararauna), guacamayos rojos (Ara macao), loros harinosos amazónicos (Amazona farinosa) y maracanás grandes (Ara severa) comiendo arcilla en la Reserva Nacional Tambopata, Perú.

Se denomina geofagia (del griego geo, 'tierra', y fagein, 'comer') a la práctica de comer tierra o sustancias terrosas, como arcilla y creta. Este comportamiento alimentario se da en algunos animales en la naturaleza y también en los seres humanos, sobre todo entre niños y mujeres embarazadas en sociedades rurales o preindustriales. La geofagia humana puede estar relacionada con la pica, un desorden alimenticio caracterizado por una necesidad anormal de consumir sustancias no alimenticias.
La mayor parte de los animales que practican la geofagia lo hacen de manera puntual, en situaciones concretas o como complemento o añadido a su dieta habitual. Los animales (como los lumbrícidos) que se alimentan exclusiva o fundamentalmente de tierra, asimilando sus materiales orgánicos, se denominan geófagos.

## Geofagia animal
La geofagia intencional está muy extendida en el reino animal, practicada por cientos de taxones en todos los continentes excepto la Antártida. El filósofo y médico griego Galeno registró el uso de la arcilla por parte de animales enfermos o heridos ya en el siglo II d. C.
La geofagia ha sido documentado en muchas especies de mamíferos, aves, reptiles, mariposas e isópodos, y sobre todo entre herbívoros. Aunque la ingestión intencionada de tierras es un fenómeno muy conocido, su función todavía es objeto de debate. Entre otras hipótesis, algunos estudios recientes sugieren que esta práctica ayuda a absorber toxinas de la dieta y provee sustancias minerales como el sodio.

### Aves
Es una práctica ampliamente documentada entre las aves. De forma notable, muchas especies de loros sudamericanos han sido observadas lamiendo arcilla, y, por ejemplo, las cacatúas de moño amarillo (Cacatua galerita) ingieren arcillas en Papúa Nueva Guinea (Discover, 1998) así como en Glenbrook, en las Montañas Azules (Australia). El análisis de la mayor parte de las tierras consumidas por aves silvestres indica que prefieren suelos con un elevado contenido de arcillas, y las muestras analizadas suelen incluir minerales arcillosos como la esmectita y la bentonita. Pruebas in vitro e in vivo de estos suelos consumidos indican que aportan cantidades biológicamente importantes de minerales como el calcio y el sodio, así como la absorción de cantidades sustanciales de pequeños compuestos cargados, como los alcaloides. Como las arcillas liberan minerales y absorben otros cationes como parte del mismo proceso de intercambio iónico, todavía es preciso determinar qué función es el principal motivador para la geofagia aviar.
Un factor independiente, es la práctica habitual de las aves de ingerir las arenas y piedrecillas que retienen en sus mollejas para ayudar a triturar sus alimentos habituales.

### Mamíferos
En cuanto a los mamíferos, se ha observado, por ejemplo, a chimpancés orientales (Pan troglodytes schweinfurthii) del Parque Nacional Kibale (Uganda) consumiendo los suelos arcillosos ricos en caolín poco antes o después de consumir plantas como Trichilia rubescens, que ha demostrado propiedades antipalúdicas en laboratorio. La masticación simulada en laboratorio y la digestión revelan que la arcilla ayuda a liberar componentes antipalúdicos activos en las hojas. El mismo tipo de suelos es utilizado por los curanderos locales para tratar la diarrea. También se ha informado sobre el consumo de tierra por parte de lémures, probablemente como ayuda a la digestión, proporcionando minerales y sales y ayudando a absorber toxinas. Se ha observado a algunos sifacas comiendo tierra de montículos de termitas, posiblemente para añadir beneficiosa flora intestinal y ayudar a la digestión de la celulosa de su dieta folívora. Otro ejemplo lo tenemos en la corzuela parda (Mazama gouazoubira), que se alimenta fundamentalmente de frutos pero en el norte de Argentina es común observar a las corzuelas en «barreros» o «lambederos», en donde consumen bocados de barro ricos en minerales y sal, y que podrían tener asimismo la función de absorber los productos secundarios tóxicos de las plantas, acorde a observaciones realizadas en primates y rumiantes. En algunos taxones, y en particular en el caso de los primates, hay estudios que indican la posible existencia de un mecanismo subyacente que les permite reconocer y utilizar plantas y suelos con propiedades medicinales comunes.

### Reptiles
Entre otros reptiles, se ha descrito geofagia intencional en el lagarto blanco (Tupinambis merianae), la cual fue observada en la estación fría o etapa de hibernación, y se ha demostrado osteofagia (ingestión de huesos) y litofagia (ingestión de piedras) en ésta y otras especies del género Tupinambis mediante observación del contenido estomacal. Se ha sugerido que este hábito podría ayudar a macerar el alimento. Las crías de iguana (géneros Iguana y Ctenosaura) en México recurren a la geofagia y coprofagia (ingestión de heces) para favorecer los procesos de digestión y uso óptimo de nutrientes.

### Artrópodos
Algunas mariposas, polillas, abejas, hormigas, cicadélidos y Ceracris kiangsu adultos buscan potenciales fuentes de sal en su dieta, como la tierra húmeda, y hay constancia de que algunas de estas especies de insectos, como la polilla Gluphisia septentrionis utilizan el barro para proveerse de sodio. En el caso de las mariposas, se ha observado que, en general, los machos extraen fluidos de los suelos en mayor medida que las hembras.
La arcilla de algunas cuevas contiene protozoos, bacterias y compuestos orgánicos de los que se alimentan artrópodos limívoros (que se alimentan de lodos); algunos cavernícolas, como anfípodos o isópodos, son limívoros en sus primeros estados de desarrollo, o recurren a la geofagia para completar su dieta. La materia orgánica de la arcilla constituye el alimento de troglobios limívoros, macrófagos y detritívoros.